# Wyżyny (Gdańsk)

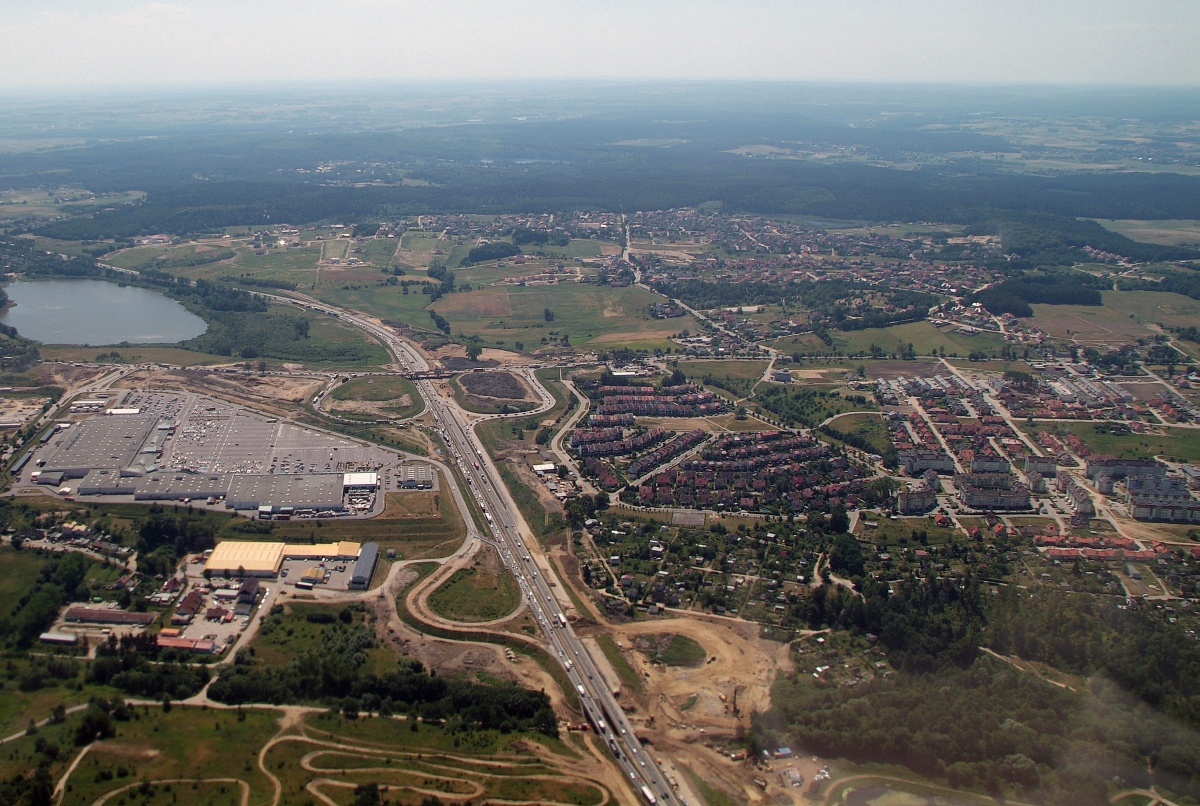
Widok na część okręgu historycznego Wyżyny

Wyżyny (Wysoczyzna Gdańska, niem. Danziger Höhe) – jeden z sześciu okręgów historycznych w Gdańsku. Nazwa tego obszaru pochodzi od dość wysokiego - jak na miasto nadmorskie - poziomu terenów, które obejmuje, względem poziomu morza. Okręg obejmuje dzielnice tzw. Górnego Tarasu: Osowa, Matarnia, Kokoszki, Jasień, Ujeścisko-Łostowice oraz znaczną część dzielnic: Orunia Górna-Gdańsk Południe i Chełm.
W latach 1887–1939 określenie Gdańskie Wyżyny było nazwą powiatu (Powiat Gdańskie Wyżyny) położonego na zachód od linii Gdańsk - Tczew. Okręg historyczny Wyżyny w większości jest wchodzącą obecnie w skład miasta częścią dawnego powiatu.
W skład okręgu wchodzą następujące jednostki morfogenetyczne:
- Barniewice
  - Nowy Świat
- Borkowo
- Bysewo
  - Firoga
- Jasień
  - Cegielnia
  - Karczemki Nynkowskie
  - Nynkowska Góra
- Kiełpinek
  - Karczemki Kiełpińskie
- Kiełpino Górne
- Klukowo
  - Trzy Norty
  - Zajączkowo
- Kokoszki
- Kowale
- Las Sulmiński
- Łostowice
- Maćkowy
  - Świńskie Głowy
- Matarnia
- Obręb Leśny Matemblewo
  - Matemblewo
- Obręb Leśny Oliwa
- Obręb Leśny Owczarnia
  - Zawroty
- Osowa
  - Kukawka
- Owczarnia
- Rębiechowo
- Rębowo
- Rynarzewo
- Smęgorzyno
- Szadółki
- Ujeścisko
  - Pieklisko
  - Zabornia
- Wysoka
- Zakoniczyn
- Złota Karczma.